# مه دود شهر نیویورک در سال ۱۹۶۶
مه دود شهر نیویورک در سال ۱۹۶۶، یک فاجعه زیست‌محیطی بود که هم‌زمان با تعطیلات آخر هفته روز شکرگزاری آن سال رخ داد. از ۲۳ تا ۲۶ نوامبر، مه‌دود سراسر شهر و مناطق اطراف آن را فرا گرفت و هوای شهر را با سطوح خطرناک چندین آلاینده سمی پر کرد. این سومین مه‌دود بزرگ در شهر نیویورک بود که پس از رویدادهای مشابه در سال‌های ۱۹۵۳ و ۱۹۶۳ اتفاق افتاد.
در ۲۳ نوامبر، توده بزرگی از هوای راکد بر فراز ساحل شرقی آمریکا، باعث به دام افتادن آلاینده‌ها در هوای شهر نیویورک شد. به‌مدت سه روز، این شهر در سطح خطرناکی از گاز مونوکسید کربن، دی‌اکسید گوگرد، دود و مه غلیظ فرورفت. آلودگی هوا در منطقه کلان‌شهری نیویورک، از جمله بخش‌هایی از نیوجرسی و کنتیکت، گسترش یافت. تا ۲۵ نوامبر، مه دود به اندازه‌ای شدید شد که رهبران منطقه‌ای «هشدار مرحله اول» را اعلام کردند. در طول این هشدار، رهبران دولت‌های محلی و ایالتی از ساکنان و صنایع خواستند تا داوطلبانه اقداماتی را برای به حداقل رساندن انتشار گازهای گلخانه‌ای انجام دهند. مقامات بهداشتی به افرادی که بیماری تنفسی یا قلبی دارند توصیه کردند که در خانه بمانند. شهر، زباله‌سوزها را خاموش کرد و این امر مستلزم حمل انبوه زباله به محل‌های دفن زباله بود. یک جبهه هوای سرد در ۲۶ نوامبر مه دود را پراکنده کرد و هشدار پایان یافت.
در ماه‌های بعد، محققان پزشکی تأثیر مه دود بر سلامت را بررسی کردند. مقامات شهر در ابتدا مدعی بودند که مه دود باعث مرگ کسی نشده است، اما خیلی زود مشخص شد که مه دود به‌طور قابل توجهی به سلامت عمومی آسیب رسانده است. یک مطالعه منتشر شده در دسامبر ۱۹۶۶ تخمین زد که ۱۰٪ از جمعیت شهر از اثرات نامطلوب سلامتی مانند سوزش چشم، سرفه و مشکلات تنفسی رنج برده‌اند. یک تحلیل آماری که در اکتبر ۱۹۶۷ منتشر شد، نشان داد که احتمالاً ۱۶۸ مورد مرگ ناشی از مه دود بوده است.
این مه دود باعث افزایش آگاهی ملی در مورد آلودگی هوا به عنوان یک مشکل جدی برای سلامتی و یک مسئله سیاسی شد. دولت شهر نیویورک قوانین محلی در مورد کنترل آلودگی هوا را به‌روزرسانی کرد. به دنبال این مه دود، رئیس‌جمهور لیندون بی. جانسون و اعضای کنگره برای تصویب قوانین فدرال در مورد تنظیم آلودگی هوا در ایالات متحده تلاش کردند که به تصویب قانون کیفیت هوا در سال ۱۹۶۷ و قانون هوای پاک در سال ۱۹۷۰ منجر شد. میزان آسیب‌های ناشی از رویدادهای آلودگی بعدی، از جمله اثرات آلودگی ناشی از حملات ۱۱ سپتامبر و حوادث آلودگی در چین بر سلامت، با استناد به مه دود سال ۱۹۶۶ در نیویورک مورد قضاوت قرار گرفته است.

## پیشینه

### مه دود و انواع آن
کلمه " مه‌دود " (ترکیبی از " دود " و " مه ") برای توصیف چندین نوع آلودگی هوا که معمولاً در مناطق شهری و صنعتی یافت می‌شوند، استفاده می‌شود.  روش‌های مختلفی برای تعریف و دسته‌بندی انواع مه دود وجود دارد، و برخی منابع دو نوع اصلی مه دود را تعریف می‌کنند: مه دودی به سبک «سوپ نخود فرنگی لندن» و مه دودی به سبک «لس‌آنجلس». 
مه‌دود لندن به ذرات معلق موجود در هوا اشاره دارد (مانند دی‌اکسید گوگرد، دود و دوده) که از منابع صنعتی ثابت، به‌ویژه سوختن زغال‌سنگ در دودکش‌های صنعتی، سرچشمه می‌گیرند و با مه طبیعی ترکیب می‌شوند.
مه‌دود لس‌آنجلس، یا مه‌دود فتوشیمیایی، در اثر سوختن نفت خام (و سایر فراورده‌های پتروشیمی) و انتشار گازهای خروجی، معمولاً از خودروها و کارخانه‌های پتروشیمی به وجود می‌آید. به‌طور دقیق‌تر، مه‌دود فتوشیمیایی حاصل آلاینده‌های «دومین» مانند ازن و اکسیدان‌هاست که زمانی شکل می‌گیرند که هیدروکربن‌ها (یا ترکیب آلی فرار)، منوکسید کربن، اکسیدهای نیتروژن و سایر مواد شیمیایی در حضور نور خورشید با یکدیگر واکنش می‌دهند. مه‌دود فتوشیمیایی در دهه‌های ۱۹۴۰ و ۱۹۵۰، هم‌زمان با فراگیر شدن خودروها و توسعه نیروگاه‌های جدید، در شهرهای مدرن پدیدار شد.

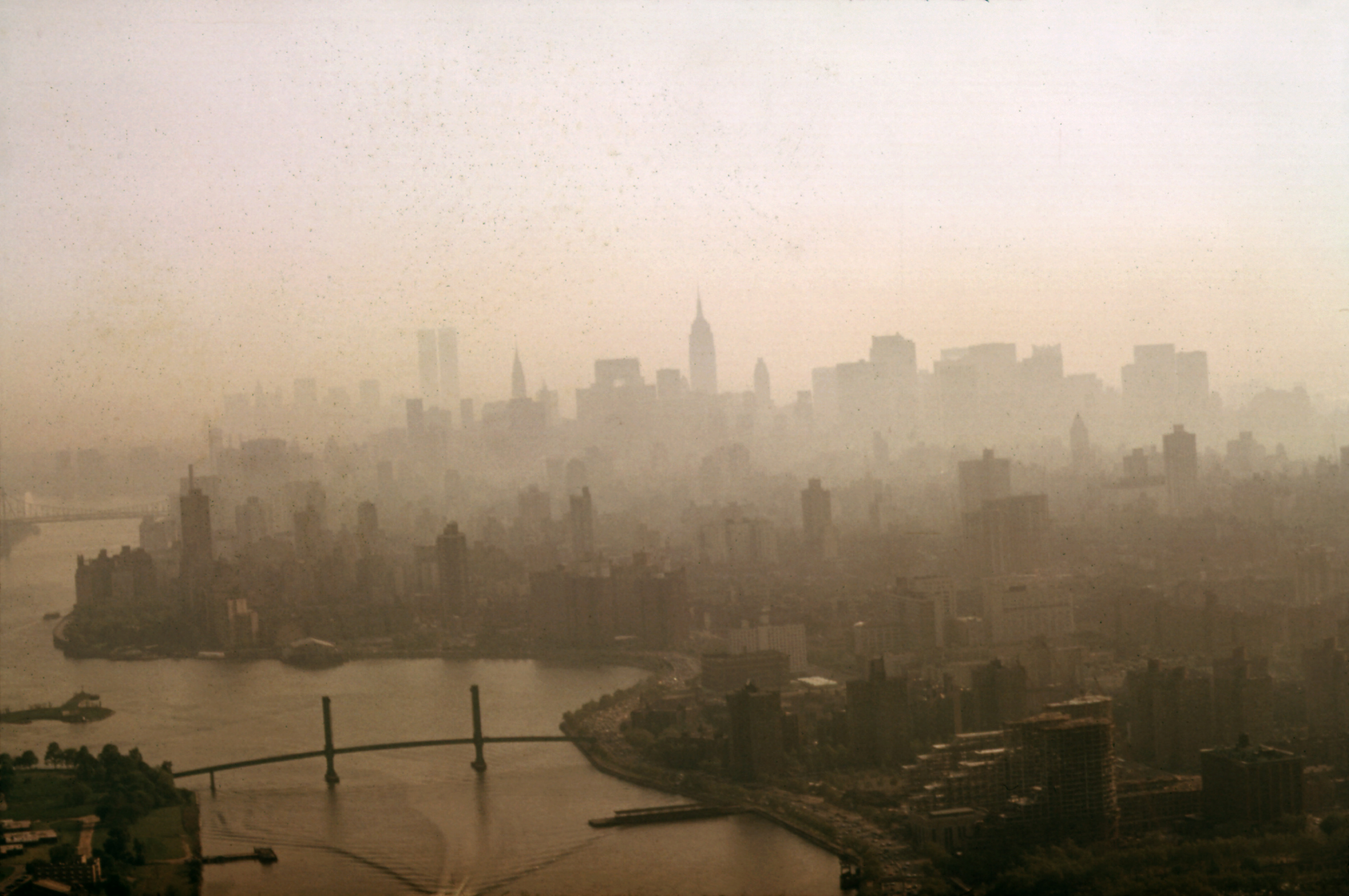
عکسی از رودخانه شرقی و خط افق منهتن در مه ۱۹۷۳ در مه غلیظ

مه‌دود لندن و مه‌دود لس‌آنجلس به هیچ وجه محدود به شهرهای هم‌نام خود نیستند. این دو نوع مه‌دود در مناطق شهری سراسر جهان یافت می‌شوند و اغلب در یک منطقه به‌صورت ترکیبی و در هم آمیخته دیده می‌شوند. در زمان وقوع مه‌دود سال ۱۹۶۶ — و همچنین طی دو دهه پیش از آن — آلودگی هوای شهر نیویورک ترکیبی از ویژگی‌های مه‌دود لندن و مه‌دود لس‌آنجلس بود. مه‌دود این شهر در آن دوره از ترکیب منابع ثابت، مانند سوزاندن زغال‌سنگ در صنایع، و منابع متحرک، مانند وسایل نقلیه موتوری، پدید می‌آمد.
اگرچه مه دود عموماً یک بیماری مزمن است، اما شرایط نامساعد آب و هوایی و آلاینده‌های بیش از حد می‌توانند باعث غلظت شدید مه دود شوند که می‌تواند باعث بیماری حاد و مرگ شود. به دلیل قابلیت مشاهده و کشندگی غیرمعمول، این رویدادهای مه دود شدید اغلب در رسانه‌ها منتشر شده‌اند. در گزارش‌های خبری، مه‌دودهای حاد از نظر تاریخی به عنوان فاجعه یا به‌طور خاص‌تر، فاجعه‌های زیست‌محیطی توصیف شده‌اند. یک «رویداد مه دود» حاد را می‌توان به سادگی «مه دود»، «اپیزود» مه دود یا «مه دود کشنده» (اگر باعث مرگ شده باشد یا پتانسیل ایجاد مرگ را داشته باشد) نیز نامید.

### مه دود در ایالات متحده و شهر نیویورک قبل از سال ۱۹۶۶

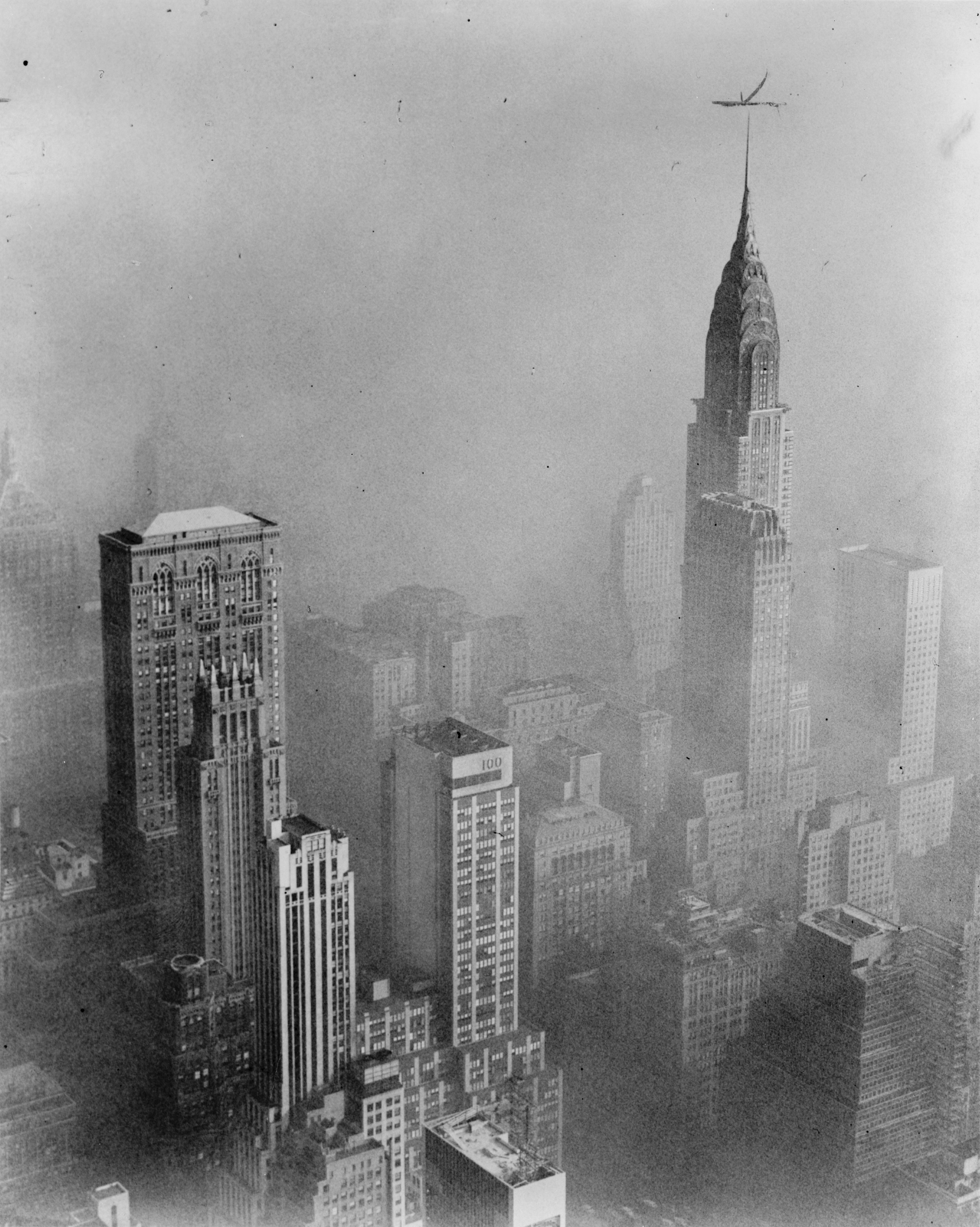
منظره‌ای از ساختمان کرایسلر از ساختمان امپایر استیت در میان مه دود شش روزه نوامبر ۱۹۵۳ که تخمین زده می‌شود حداقل ۲۰۰ نفر را به کام مرگ کشانده باشد.

حتی قبل از ماجرای مه دود سال ۱۹۶۶، دانشمندان، مقامات شهری و عموم مردم تشخیص داده بودند که شهر نیویورک - و اکثر شهرهای بزرگ دیگر آمریکا - مشکلات جدی آلودگی هوا دارند. طبق مطالعات علمی آن دوره، بیش از ۶۰ منطقه شهری در ایالات متحده از «مشکلات بسیار جدی آلودگی هوا» رنج می‌بردند و «احتمالاً هیچ شهر آمریکایی با بیش از [۵۰٬۰۰۰] نفر جمعیت در تمام طول سال از هوای پاک برخوردار نیست.»  هوا «در بیشتر نیمه شرقی کشور به‌طور مزمن آلوده بود» و آلوده‌ترین مراکز جمعیتی کشور نیویورک، شیکاگو، لس‌آنجلس، سنت لوئیس و فیلادلفیا بودند. 
طبق گزارش‌ها، آلودگی هوای شهر نیویورک پیش از سال ۱۹۶۶ بدترین وضعیت را در بین تمام شهرهای آمریکا داشت. اگرچه مه دود فتوشیمیایی «همواره خیره‌کننده» لس‌آنجلس مشهودتر، «بدنام‌تر» و مورد توجه عمومی بیشتری بود، اما شهر نیویورک میزان انتشار کل بیشتری داشت و انتشار گازهای گلخانه‌ای آن به نسبت مساحت زمینش بسیار بیشتر بود. با این حال، چشم‌انداز و آب و هوای اطراف نیویورک به‌طور طبیعی برای گردش جوی مساعد بود، که معمولاً از غلظت بالای مه دود در داخل شهر جلوگیری می‌کرد. به همین دلیل، این مشکل در بیشتر مواقع نامرئی بود. در حالی که لس‌آنجلس توسط کوه‌هایی احاطه شده است که تمایل به به دام انداختن آلاینده‌های هوا دارند، توپوگرافی باز شهر نیویورک و شرایط باد مساعد معمولاً آلاینده‌ها را قبل از اینکه بتوانند مه دود غلیظ تشکیل دهند، پراکنده می‌کنند. اگر شهری با آب و هوا و چشم‌انداز لس‌آنجلس، میزان انتشار گازهای گلخانه‌ای بالایی مانند نیویورک اواسط دهه ۱۹۶۰ داشت، تجمع سریع آلاینده‌های موجود در هوا به سرعت آن را غیرقابل سکونت می‌کرد.